# Acolasis parilis
Coenipeta parilis là một loài bướm đêm trong họ Erebidae.